# Unabhängige Volkszeitung
Die Unabhängige Volkszeitung war das Organ der Unabhängigen Sozialdemokratischen Partei Deutschlands für Ostsachsen und Dresden in den Jahren von 1917 bis 1922. 
Bereits kurz nach der Gründung der USPD im April 1917 erfolgte in Dresden die erste Zeitungsneugründung der Partei in Sachsen. Nach Ende des Ersten Weltkrieges wurde in Dresden eine parteieigene Genossenschaftsdruckerei eröffnet. Im Verlag der Genossenschaftsdruckerei Groß-Dresden wurde ab Ende 1919 sechs Mal wöchentlich die Unabhängige Volkszeitung in zwei Regionalausgaben für Dresden und Ostsachsen hergestellt. Verantwortlicher Redakteur der Zeitung wurde der langjährige Vorsitzende der SPD-Bezirks Dresden und ehemalige Redakteur der sozialdemokratischen Dresdner Volkszeitung (DVZ), Hermann Fleißner, 1920 löste ihn Hans Finsterbusch als verantwortlicher Redakteur ab. 
Die Unabhängige Volkszeitung konnte während der Zeit ihres Erscheinens die etablierte, mehrheitssozialdemokratische DVZ nicht aus der Position der führenden Arbeiterzeitung in Dresden verdrängen, da die Dresdner Organisation der USPD insgesamt zu schwach blieb.